# Euxoa siepii
Euxoa siepii är en fjärilsart som beskrevs av Charles Oberthür 1907. Euxoa siepii ingår i släktet Euxoa och familjen nattflyn. Inga underarter finns listade i Catalogue of Life.